# Ángel Castresana
Ángel Castresana del Val, né le 29 février 1972 à Medina de Pomar, est un coureur cycliste espagnol.

## Palmarès et résultats

### Palmarès amateur
- 1996
  - Trophée Iberdrola
  - Klasika Lemoiz
- 1997
  - 2e du Mémorial Rodríguez Inguanzo
  - 3e de la Prueba Alsasua

### Palmarès professionnel
- 2001
  - 4e étape du Tour du Pays basque
- 2002
  - 3e étape du Tour de Burgos (contre-la-montre par équipes)
- 2003
  - 8e de la Flèche wallonne

### Résultats sur les grands tours

#### Tour de France
1 participation
- 2001 : 103e

#### Tour d'Espagne
2 participations
- 1998 : 24e
- 1999 : 59e

### Classements mondiaux
| Année           | 2005 |
| --------------- | ---- |
| UCI Europe Tour | 276e |